# Primetime-Emmy-Verleihung 2005
Die Verleihung der Emmy Awards 2005 fand am 18. September 2005 im Shrine Auditorium in Los Angeles statt. Dies war die 57. Verleihung des Preises, in der Sparte Primetime.

## Ablauf
Die Verleihung, die drei Wochen nach Hurrikan Katrinas Verwüstung stattfand, begann mit dem Lied September von der Band Earth Wind & Fire, in einer lustigen Version in Zusammenarbeit mit den Black Eyed Peas. Dabei erinnerte man an die Spendenaufrufe für die Opfer des Hurricanes.
Der Fernsehsender CBS übertrug die Veranstaltung, die von Ellen DeGeneres moderiert wurde. Der Sender mit den meisten Nominierungen (36) war HBO und erhielt dabei sieben Auszeichnungen. Die erfolgreichste Serien waren Alle lieben Raymond (10 Nominierungen), Will & Grace (10) und Desperate Housewives (8). Mit nur drei Auszeichnungen, bei lediglich vier Nominierungen, ist der Sender Comedy Central der „Treffsicherste“ gewesen.
| Sender         | Nominierungen | Preise |
| HBO            | 36            | 7      |
| CBS            | 31            | 5      |
| NBC            | 26            | 4      |
| ABC            | 22            | 6      |
| FOX            | 19            | 2      |
| Comedy Central | 4             | 3      |
| PBS            | 1             | 1      |
| Andere         | 13            | 2      |

## Auszeichnungen

### Comedyserie
(Outstanding Comedy Series)
- Arrested Development
- Desperate Housewives
- Alle lieben Raymond (Everybody Loves Raymond)
- Scrubs – Die Anfänger (Scrubs)
- Will & Grace

### Dramaserie
(Outstanding Drama Series)
- Deadwood
- Lost
- Six Feet Under – Gestorben wird immer (Six Feet Under)
- 24
- The West Wing – Im Zentrum der Macht (The West Wing)

### Miniserie
(Outstanding Mini-Series)
- 4400 – Die Rückkehrer (The 4400)
- Elvis
- Empire Falls
- The Lost Prince

### Fernsehfilm
(Outstanding Made for Television Movie)
- The Office
- Lackawanna Blues
- The Life and Death of Peter Sellers
- Warm Springs
- The Wool Cap

### Reality-TV-Sendung
(Outstanding Reality-Competition Program)
- The Amazing Race 6
- American Idol
- The Apprentice
- Project Runway
- Survivor: Palau

### Varieté-, Musik- oder Comedysendung
(Outstanding Variety, Music or Comedy Series)
- Da Ali G Show
- The Daily Show with Jon Stewart
- Late Night with Conan O’Brien, NBC
- The Late Show with David Letterman
- Real Time with Bill Maher

## Hauptdarsteller

### Hauptdarsteller in einer Dramaserie
(Outstanding Lead Actor in a Drama Series)
- Hank Azaria als Craig Huffstodt in Huff – Reif für die Couch (Huff)
- Hugh Laurie als Gregory House in Dr. House (House)
- Ian McShane als Al Swearengen in Deadwood
- James Spader als Alan Shore in Boston Legal
- Kiefer Sutherland als Jack Bauer in 24

### Hauptdarsteller in einer Comedyserie
(Outstanding Lead Actor in a Comedy Series)
- Jason Bateman als Michael Bluth in Arrested Development
- Zach Braff als John "J.D." Dorian in Scrubs (Scrubs)
- Eric McCormack als Will Truman in Will & Grace
- Ray Romano als Ray Barone in Alle lieben Raymond (Everybody Loves Raymond)
- Tony Shalhoub als Adrian Monk in Monk

### Hauptdarsteller in einer Miniserie oder Fernsehfilm
(Outstanding Lead Actor in a Miniseries or Movie)
- Jonathan Rhys-Meyers als Elvis Presley in Elvis
- Ed Harris als Miles Roby in Empire Falls
- Geoffrey Rush als Peter Sellers in The Life and Death of Peter Sellers
- Kenneth Branagh als Franklin Delano Roosevelt in Warm Springs
- William H. Macy als Gigot in The Wool Cap

### Hauptdarstellerin in einer Dramaserie
(Outstanding Lead Actress in a Drama Series)
- Patricia Arquette als Allison DuBois in Medium – Nichts bleibt verborgen (Medium)
- Glenn Close als Monica Rawling in The Shield – Gesetz der Gewalt (The Shield)
- Frances Conroy als Ruth Fisher in Six Feet Under – Gestorben wird immer (Six Feet Under)
- Jennifer Garner als Sydney Bristow in Alias – Die Agentin (Alias)
- Mariska Hargitay als Olivia Benson in Law & Order: Special Victims Unit

### Hauptdarstellerin in einer Comedyserie
(Outstanding Lead Actress in a Comedy Series)
- Marcia Cross als Bree Hodge in Desperate Housewives
- Teri Hatcher als Susan Mayer Delfino in Desperate Housewives
- Patricia Heaton als Debra Barone in Alle lieben Raymond (Everybody Loves Raymond)
- Felicity Huffman als Lynette Scavo in Desperate Housewives
- Jane Kaczmarek als Lois Wilkerson in Malcolm mittendrin (Malcolm in the Middle)

### Hauptdarstellerin in einer Miniserie oder Fernsehfilm
(Outstanding Lead Actress in a Miniseries or a Movie)
- Blythe Danner als Rebecca Holmes Davitch in Back When We Were Grownups
- Debra Winger als Dawn Anna Townsend in Dawn Anna
- S. Epatha Merkerson als Rachel Crosby in Lackawanna Blues
- Halle Berry als Janie Starks in Die Liebe stirbt nie (Their Eyes Were Watching God)
- Cynthia Nixon als Eleanor Roosevelt in Warm Springs

## Nebendarsteller

### Nebendarsteller in einer Dramaserie
(Outstanding Supporting Actor in a Drama Series)
- Alan Alda als Arnold Vinick in The West Wing – Im Zentrum der Macht (The West Wing)
- Naveen Andrews als Sayid Jarrah in Lost
- Terry O’Quinn als John Locke in Lost
- Oliver Platt als Russell Tupper in Huff – Reif für die Couch (Huff)
- William Shatner als Denny Crane in Boston Legal

### Nebendarsteller in einer Comedyserie
(Outstanding Supporting Actor in a Comedy Series)
- Peter Boyle als Frank Barone in Alle lieben Raymond (Everybody Loves Raymond)
- Brad Garrett als Robert Barone in Alle lieben Raymond (Everybody Loves Raymond)
- Sean Hayes als Jack McFarland in Will & Grace
- Jeremy Piven als Ari Gold in Entourage
- Jeffrey Tambor als George Bluth Sr. in Arrested Development

### Nebendarsteller in einer Miniserie oder Fernsehfilm
(Outstanding Supporting Actor in a Miniseries or a Movie)
- Randy Quaid als Colonel Tom Parker in Elvis
- Philip Seymour Hoffman als Charlie Mayne in Empire Falls
- Paul Newman als Max Roby in Empire Falls
- Brian Dennehy als Vater Dominic Spagnolia in Our Fathers
- Christopher Plummer als Cardinal Bernard Law in Our Fathers

### Nebendarstellerin in einer Dramaserie
(Outstanding Supporting Actress in a Drama Series)
- Stockard Channing als Abbey Bartlet in The West Wing – Im Zentrum der Macht (The West Wing)
- Tyne Daly als Maxine Gray in Für alle Fälle Amy (Judging Amy)
- Blythe Danner als Isabelle Huffstodt in Huff – Reif für die Couch (Huff)
- Sandra Oh als Cristina Yang in Grey’s Anatomy (Grey’s Anatomy)
- CCH Pounder als Claudette Wyms in The Shield – Gesetz der Gewalt (The Shield)

### Nebendarstellerin in einer Comedyserie
(Outstanding Supporting Actress in a Comedy Series)
- Conchata Ferrell als Berta in Two and a Half Men
- Megan Mullally als Karen Walker in Will & Grace
- Doris Roberts als Marie Barone in Alle lieben Raymond (Everybody Loves Raymond)
- Holland Taylor als Evelyn Harper in Two and a Half Men
- Jessica Walter als Lucille Bluth in Arrested Development

### Nebendarstellerin in einer Miniserie oder Fernsehfilm
(Outstanding Supporting Actress in a Miniseries or a Movie)
- Camryn Manheim als Gladys Presley in Elvis
- Joanne Woodward als Francine Whiting in Empire Falls
- Charlize Theron als Britt Ekland in The Life and Death of Peter Sellers
- Jane Alexander als Sara Delano Roosevelt in Warm Springs
- Kathy Bates als Helena Mahoney in Warm Springs

## Gastdarsteller

### Gastdarsteller in einer Dramaserie
(Outstanding Guest Actor in a Drama Series)
- Red Buttons als Mr. Rubadoux in Emergency Room – Die Notaufnahme (ER)
- Ray Liotta als Charlie Metcalf in Emergency Room – Die Notaufnahme (ER)
- Ossie Davis als Melvin Porter in The L Word – Wenn Frauen Frauen lieben (The L Word)
- Charles Durning als Ernie Yost in Navy CIS
- Martin Landau als Frank Malone in Without a Trace – Spurlos verschwunden (Without a Trace)

### Gastdarsteller in einer Comedyserie
(Outstanding Guest Actor in a Comedy Series)
- Fred Willard als Hank in Alle lieben Raymond
- Alec Baldwin als Malcolm in Will & Grace
- Bobby Cannavale als Vince D'Angelo in Will & Grace
- Victor Garber als Peter Bovington in Will & Grace
- Jeff Goldblum als Scott Woolley in Will & Grace

### Gastdarstellerin in einer Dramaserie
(Outstanding Guest Actress in a Drama Series)
- Swoosie Kurtz als Madeline Sullivan in Huff – Reif für die Couch (Huff)
- Cloris Leachman als Aunt Olive in Die himmlische Joan (Joan of Arcadia)
- Angela Lansbury als Eleanor Duvall in Law & Order: Special Victims Unit
- Angela Lansbury als Eleanor Duvall in Law & Order: Trial by Jury
- Amanda Plummer als Miranda Cole in Law & Order: Special Victims Unit
- Jill Clayburgh als Bobbie Broderick in Nip/Tuck – Schönheit hat ihren Preis (Nip/Tuck)

### Gastdarstellerin in einer Comedyserie
(Outstanding Guest Actress in a Comedy Series)
- Kathryn Joosten als Karen McCluskey in Desperate Housewives
- Lupe Ontiveros als Juanita Solis in Desperate Housewives
- Georgia Engel als Pat in Alle lieben Raymond
- Cloris Leachman als Ida in Malcolm mittendrin (Malcolm in the Middle)
- Blythe Danner als Marilyn Truman in Will & Grace

### Individuelle Leistung in einer Varieté- oder Musiksendung
(Outstanding Individual Performance in a Variety or Music Program)
- Jon Stewart für The Daily Show with Jon Stewart
- Jay Leno für The Tonight Show with Jay Leno
- Hugh Jackman für The 58th Annual Tony Awards
- Tracey Ullman für Tracey Ullman: Live and Exposed
- Whoopi Goldberg für Whoopi: Back to Broadway - The 20th Anniversary

## Regie

### Regie für eine Dramaserie
(Outstanding Directing for a Drama Series)
- Quentin Tarantino für CSI: Den Tätern auf der Spur
- Gregg Fienberg für Deadwood
- Peter Horton für Grey’s Anatomy
- Scott Winant für Huff – Reif für die Couch (Huff)
- J.J. Abrams für Lost
- Peter Tolan für Rescue Me
- Alex Graves für The West Wing – Im Zentrum der Macht

### Regie für eine Comedyserie
(Outstanding Directing for a Comedy Series)
- Charles McDougall für Desperate Housewives
- David Frankel für Entourage
- Gary Halvorson für Alle lieben Raymond (Everybody Loves Raymond)
- Randy Zisk für Monk
- James Burrows für Will & Grace

### Regie für eine Miniserie, Fernsehfilm oder ein Special
(Outstanding Directing for a Miniseries, Movie or Dramatic Special)
- Fred Schepisi für Empire Falls
- George C. Wolfe für Lackawanna Blues
- Stephen Hopkins für The Life and Death of Peter Sellers
- Joseph Sargent für Warm Springs

### Regie für eine Varieté-, Musik- oder Comedysendung
(Outstanding Directing for a Variety, Music or Comedy Program)
- Louis J. Horvitz für The 77th Annual Academy Awards
- James Bobin für Da Ali G Show
- Chuck O’Neil für The Daily Show with Jon Stewart
- Bucky Gunts für The Games of the XXVIII Olympiad - Opening Ceremony
- Jerry Foley für The Late Show with David Letterman

## Drehbuch

### Drehbuch für eine Dramaserie
(Outstanding Writing for a Drama Series)
- David Shore für Dr. House (House, Episode: "Three Stories")
- J.J. Abrams, Damon Lindelof & Jeffrey Lieber für Lost (Episode: "Pilot")
- David Fury für Lost (Episode: "Walkabout")
- Peter Tolan & Denis Leary für Rescue Me (Episode: "Pilot")
- George Pelecanos & David Simon für The Wire (Episode: "Middle Ground")

### Drehbuch für eine Comedyserie
(Outstanding Writing for a Comedy Series)
- Barbara Feldman für Arrested Development (Episode: "Sad Sack")
- Brad Copeland für Arrested Development (Episode: "Sword of Destiny")
- Mitchell Hurwitz & Jim Vallely für Arrested Development (Episode: "Righteous Brothers")
- Marc Cherry für Desperate Housewives
- Philip Rosenthal, Ray Romano, Tucker Cawley, Lew Schneider, Steve Skrovan, Jeremy Stevens, Mike Royce, Aaron Shure, Tom Caltabiano & Leslie Caveny für Alle lieben Raymond (Everybody Loves Raymond)

### Drehbuch für eine Miniserie, Fernsehfilm oder ein Special
(Outstanding Writing for a Miniseries, Movie or Dramatic Special)
- Richard Russo für  Empire Falls
- Scott Peters & René Echevarria für 4400 – Die Rückkehrer (The 4400, "Pilot")
- Christopher Markus & Stephen McFeely für The Life and Death of Peter Sellers
- Ricky Gervais & Stephen Merchant für Das Büro
- Margaret Nagle für Warm Springs

### Drehbuch für eine Varieté-, Musik- oder Comedysendung
(Outstanding Writing for a Variety, Music or Comedy Program)
- Da Ali G Show
- The Daily Show with Jon Stewart
- Late Night with Conan O’Brien
- The Late Show with David Letterman
- Real Time with Bill Maher